# Horné Vestenice
Horné Vestenice (allemand : Oberwestenitz, hongrois : Felsővesztény) est un village de Slovaquie situé dans la région de Trenčín.

## Histoire
La première mention écrite du village date de 1332.

## Démographie

### Évolution de la population
| Année:               | 1994. | 2004.   | 2014.   | 2024.   |
| -------------------- | ----- | ------- | ------- | ------- |
| Nombre de personnes: | 630   | 608     | 612     | 620     |
| Différence:          |       | -3,49 % | +0,65 % | +1,30 % |

| Année:               | 2023. | 2024.   |
| -------------------- | ----- | ------- |
| Nombre de personnes: | 622   | 620     |
| Différence:          |       | -0,32 % |